# الفك المفترس 2 (فلم)
الفك المفترس 2 (بالإنجليزية: Jaws 2) هو فيلم أمريكي صدر عام 1978 للمخرج الفرنسي جينوت سزوارك. وهو الجزء الثاني لفيلم الشهير الفك المفترس.

## وصلات خارجية
- مقالات تستعمل روابط فنية بلا صلة مع ويكي بيانات

1. ↑  Jaws 2 (1978) - Jeannot Szwarc | Synopsis, Characteristics, Moods, Themes and Related | AllMovie (بالإنجليزية), Archived from the original on 2023-12-10, Retrieved 2024-03-03